# Rio Crişanu Nou
O Rio Crişanu Nou é um rio da Romênia, afluente do Tismana, localizado no distrito de Gorj.